# Cupido lorquinii
Cupido lorquinii är en fjärilsart som beskrevs av Herrich-Schäffer 1850. Cupido lorquinii ingår i släktet Cupido och familjen juvelvingar. Inga underarter finns listade i Catalogue of Life.